# Estilolito

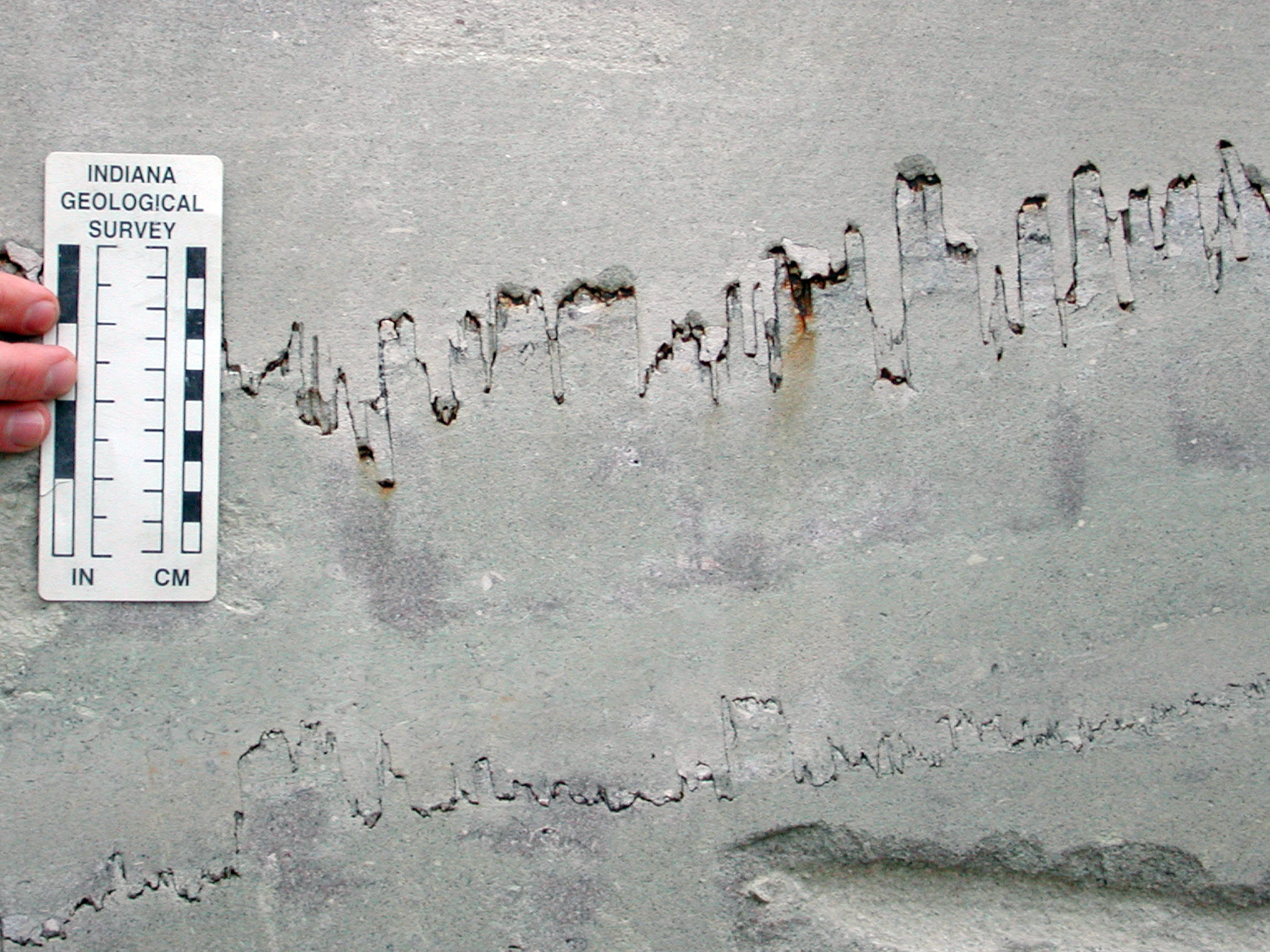
Estilolitos en calizas.

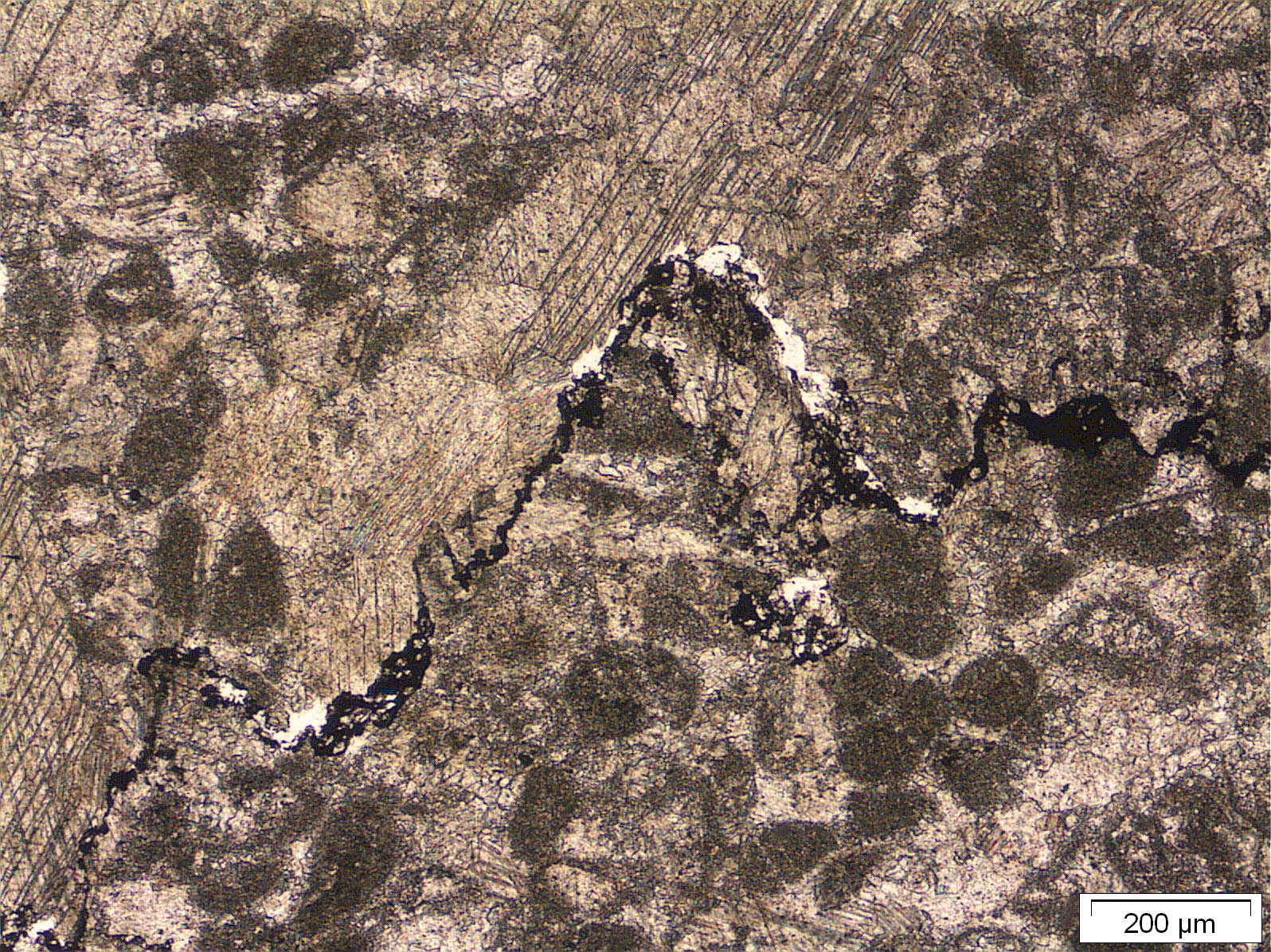
Microestilolitos vistos al microscopio en una caliza en lámina delgada.

Se denomina estilolito a un contacto irregular que suele encontrarse en rocas carbonáticas (calizas y dolomías) y que se produce por disolución cuando la roca se ve sometida a presiones elevadas. Los estilolitos contienen materiales insolubles, como óxidos de hierro y arcillas. Se ha calculado que el 40% de la potencia de un banco de calizas se puede disolver por estilolitización. Suelen disponerse paralelos a las líneas de estratificación, si bien se han documentado estilolitos dispuestos de forma oblicua o perpendicular.